# Ullticka
Ullticka (Phellinidium ferrugineofuscum) är en svampart som först beskrevs av Petter Adolf Karsten, och fick sitt nu gällande namn av Fiasson & Niemelä 1984. Phellinidium ferrugineofuscum ingår i släktet Phellinidium och familjen Hymenochaetaceae.   Inga underarter finns listade i Catalogue of Life.
I den svenska databasen Dyntaxa används istället namnet Phellinus ferrugineofuscus för samma taxon. Arten är reproducerande i Sverige. Den mycket sällsynta arten ulltickeporing (Skeletocutis brevispora) växer enbart på döda ulltickor i urskogsartad granskog.